# Conquesta del País Valencià
La Conquesta del País Valencià fou el conjunt de maniobres militars que dugueren a l'annexió de l'actual territori del País Valencià a la Corona d'Aragó dutes a terme pels reis Jaume el Conqueridor (fins 1245) i Jaume el Just (fins 1300). Davant l'èxit aconseguit per unes campanyes militars empreses a nivell particular per nobles aragonesos, que van comportar la presa de Morella per Blasco I d'Alagón el 1232, el rei Jaume I emprengué la conquesta dels emirats al sud que s'havien independitzat de l'imperi almohade el 1228.
La Corona d'Aragó creà amb la conquesta de Balànsiya i part de Dàniyya una colònia feudal que esdevindria en l'establiment del nou Regne de València en 1261, les fronteres del qual s'estengueren cap al sud el 1300 i que han romàs generalment invariables fins a l'actualitat. Les operacions, però, inclouen també intervencions militars catalanes a Múrsiya en auxili de la Corona de Castella (1266), amb tal de garantir la dominació feudal i cristiana al sud del Regne de València i, així, establir una frontera segura. Hom hi ha diferenciat cinc fases, dels quals s'organitzen en tres campanyes militars:
- Una primera fase que comportà la conquesta de les contrades septentrionals, fins a Borriana (1233).
- La segona fase, que suposà l'ocupació de la ciutat de València (1238).
- En la tercera fase, acaba la campanya d'invasió de l'Emirat de Balànsiya, en arribar a Biar (1245).
- La quarta fase és d'expansió tàcita, que finalitza amb el setge de Múrcia (1266) i repoblació catalana d'Alacant.
- La cinquena fase és l'última campanya, que arriba a Cartagena i amplia la frontera fins a Oriola (1296).

Es coneixen molts aspectes del poblament i de la manera com es distribuí el territori conquerit mercès al Llibre del Repartiment. Els repobladors procedien del Principat de Catalunya i també del Regne d'Aragó i d'altres països europeus. La població nativa hispanoàrab fou obligada a desplaçar-se massivament a Ifríquiya, via mar, o Granada, via terra, i dels que s'hi quedaren anaren a les terres muntanyoses de l'interior, on continuà essent majoritària al llarg de tota l'edat mitjana.

## Antecedents
El comte Ramon Berenguer I havia assumit la jurisdicció religiosa per al Comtat de Barcelona sobre els cristians hispanoàrabs de l'emirat de Dàniya, on estaven integrades Villena, Alacant, Elda, Elx i Oriola, a proposta de l'emir Iqbal-ad-Dawla, en un document d'acord signat en desembre del 1057. Concretament, el comte se'n feia càrrec d'esglèsies, bisbats i documents eclesiàstics, així com altres necessitats espirituals, sota la responsabilitat del bisbe Guislabert I de Barcelona. A canvi, el comtat de Barcelona reconeixia la sobirania política de l'emir de Dénia sobre estos territoris. No obstant això, les relacions entre Catalunya i els emirats andalusins tombaren cap a l'hostilitat amb Ramon Berenguer III, amb acusacions mútues de pillatges i pirateria per la costa en ambdós territoris. A més a més, aquest comte català aspira a ensenyorir-se el Principat de València establert per Rodrigo Díaz de Vivar i contrau matrimoni amb la seua filla, Maria Díaz de Vivar.
En el segle x, el comte Ramon Berenguer IV reivindica per primera vegada la seua pretensió de dominar el territori fins a Almeria, i així es reflecteix en el Tractat de Tudilén acordat a l'any 1151 amb el rei de Castella Alfons VII, en què es reparteixen el territori d'Hispània a costa del Regne de Navarra i dels emirats andalusins. Així, ja des de ben aviat l'àrea d'expansió prevista per a Catalunya i Aragó cobria gairebé tota la façana mediterrània peninsular. Més tard, estes àrees es van revisar en el Tractat de Cazola (Sòria 1179) entre Alfons VII de Castella i Alfons II d'Aragó en què, de forma genèrica, estableixen la respectiva frontera per a l'expansió feudal entre els emirats de Dénia i de Múrcia.

## Accions preliminars
Una terrible incursió de tota l'esquadra almohade dirigida per Abu-l-Ulà Idrís al-Mamun des de les balears, que havien conquerit el 1203 era llençada a la costa catalana el 1210 amb els estols combinats del Magrib i Al-Andalus, desembarcant i fent molts captius i un gran botí.
Com a resposta a la incursió musulmana, el març de 1210, estant a Montsó el rei va reunir el seu exèrcit per atacar els musulmans de València
Castellfabib i Al-Dāmūs foren conquerides a Muhammad al-Nâsir (Miramamolin) a mitjans de 1210 per Pere el Catòlic amb l'ajut dels cavallers hospitalers i templers. L'ofensiva va continuar fins a prendre el castell de Serreilla, que sembla que correspon a l'actual Utiel.
Durant l'estiu de 1225, el Jaume I intentà apoderar-se del castell de Peníscola des d'Alcanyís. Tot i que algunes naus van col·laborar en l'intent, els nobles aragonesos li van girar l'esquena i va fracassar. Quan van acabar-se els queviures que havien arribat de Terol, va aixecar el setge.
En 1228, Jaume I torna a atorgar carta de privilegi al bisbe de Barcelona, Berenguer de Palou II, perquè se'n fes càrrec de la jurisdicció eclesiàstica no sols de Mallorca i d'Eivissa, sinó també "des de Dénia fins a Oriola", tot reivindicant el dret adquirit pel seu avantpassat, el comte Ramon Berenguer I quasi dos segles enrere, d'acord amb allò acordat a les Corts de Tortosa de 1225 sobre l'annexió dels països andalusins del sud.

## Invasió de Balànsiya

### Primera fase: Borriana
Estant Jaume el Conqueridor a Terol el 1232 per signar un nou pacte amb Sayyid Abu Zayd i caçar amb Pero Ferrández d'Açagra va rebre la notícia que Blasco I d'Alagón assetjava Morella, de vital importància estratègica, i que ho feia amb els seus propis mitjans, 
El rei, tenint por a la possible expansió cap al sud de Blasco I d'Alagón, es va dirigir immediatament al Maestrat per a controlar la situació, prenent la fortalesa d'Ares amb grup de peons terolans, prenent-la el 8 de gener, mentre que Morella va caure el dia anterior, 7 de gener, després d'una ferotge resistència que va acabar amb la major part de la població.

### Segona fase: València

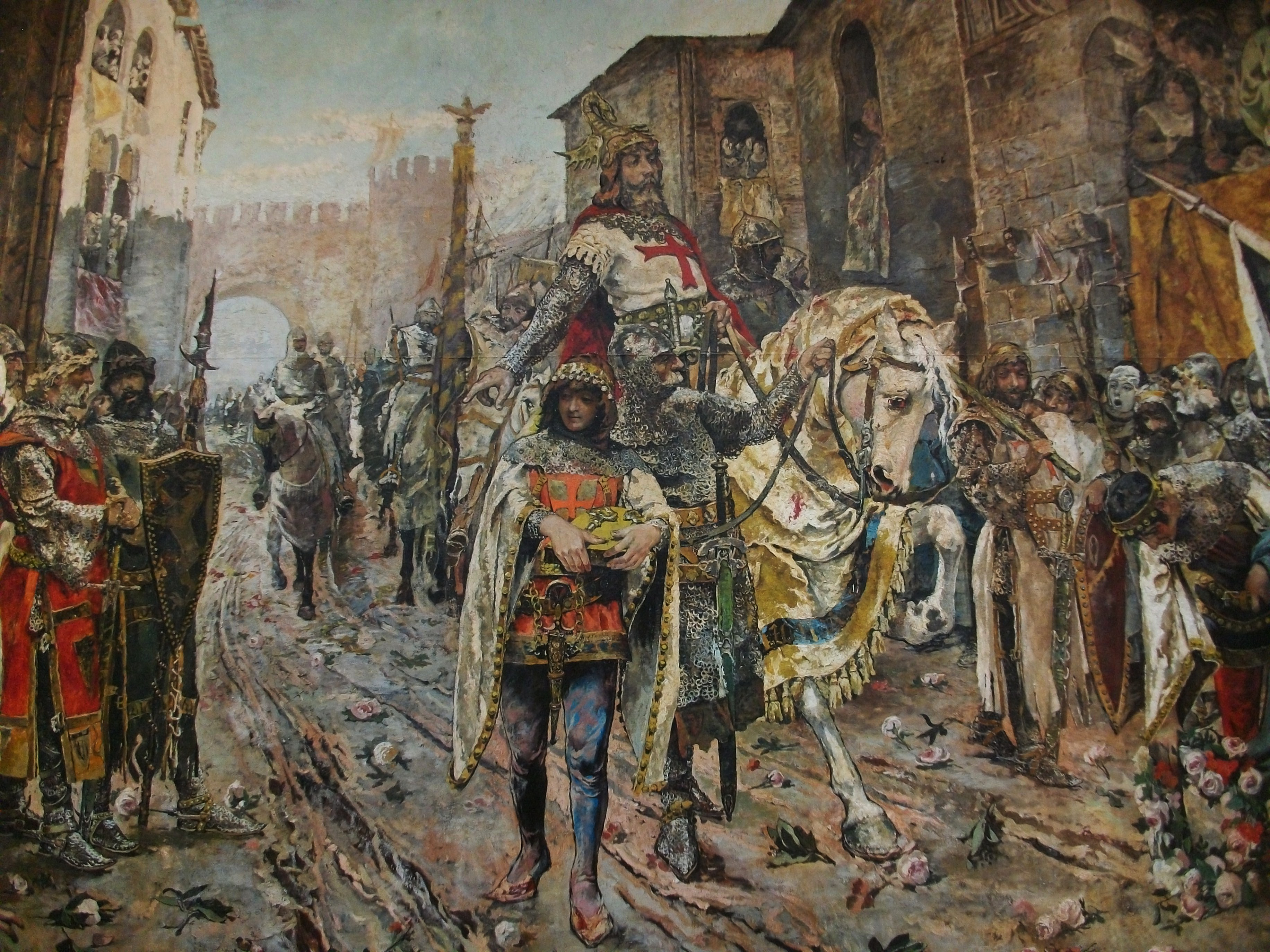
Entrada triomfal del rei Jaume I a la ciutat de València, quadre de 1884 del pintor Fernando Richart Montesinos

Tres anys després de conquerir Borriana i tots els territoris al nord d'aquesta ciutat, en la primavera de 1236 es conquistà i fortificà el Puig. Com que el Puig és la posició clau per al domini de l'Horta i l'accés nord a Balànsiya, Zayyan ibn Mardanix aplegà un gran exèrcit per tal de reconquerir-lo, però fou vençut en la memorable batalla del Puig el 20 d'agost de 1237. El 22 d'abril de 1238, Jaume I es dirigí al Grau de València per posar setge formal a la ciutat, i establí el seu lloc de comandament a Russafa. Zayyan ibn Mardanix, en veure's envoltat de tropes cristianes, demanà ajut als sobirans musulmans, però només Abu Zakariya, rei de Tunis, a qui havia enviat Ibn al-Abbar, l'escoltà i envià a Balànsiya un estol de dotze naus, que el 17 d'agost de 1237 arribaren a Balànsiya, però no gosaren desembarcar, perquè la muralla havia començat a ser atacada i incendiada per Jaume I. Com que a la ciutat escassejaven els aliments, Zayyan, perduda tota esperança de socors, inicià els tractes per rendir la ciutat a Jaume I. La mateixa Balànsiya que havia resistit dos anys al Cid, només suportà cinc mesos l'atac de Jaume I, bandolproveït de millor artilleria. El 22 de setembre se signaren les capitulacions. Zayyan i els musulmans que volgueren marxar podrien fer-ho al sud del Xúquer i els moros que volgueren quedar-se podien fer-ho segurs, sota el domini cristià. Per fer pública la capitulació, el 28 de setembre de 1238 els moros valencians hissaren a la torre d'Alí Bufat la senyera reial d'Aragó i Catalunya (penó de la conquesta). El dissabte 9 d'octubre de 1238 Jaume I feu l'entrada oficial a la ciutat.

## Campanyad'enllà Xúquer

### Tercera fase: Xàtiva
La conquesta de les darreres places al sud del riu Xúquer a principis de la dècada de 1240 (Alzira, Dàniyya, Xàtiva i Biar) originà una topada amb Alfons X de Castella, que pretenia conquerir Xàtiva però també, per l'altre costat, perquè Jaume I pretenia conquerir Villena. Els termes del tractat de Cazola no delimitaven una frontera exacta sinó que, de forma genèrica, establien el límit d'expansió feudal en la delimitació entre els emirats de Dàniya i de Múrsiya. El dinamisme intern i poròs de les delimitacions entre els emirats andalusins, així com el context desfasat dels acords precedents per antiguitat, va portar a discrepàncies i conflictes entre les esmentades corones.
Resulta, però, que l'emirat de Dàniya s'havia desintegrat a causa de la conquesta de Mallorca per Jaume I, que formava part del mateix emirat. Com a conseqüència, una part de Dàniya, al nord, havia passat abans a ser una mena de taifa vinculada a l'emirat de Balànsiya mentre que, l'altra part, al sud, es trobava integrada dins de l'emirat de Múrsiya que s'havia foragitat del domini almohade. Això va dur a Castella a seguir una interpretació "presentista" del Tractat de Tudilén (això és la frontera de Múrsiya pel nord en aquell moment, fins a Xàtiva), però Catalunya i Aragó feien una interpretació "històrica" (la frontera de Dàniya pel sud corresponent a 1151, fins a Oriola).
Finalment, amb el Tractat d'Almisrà en 1244, el territori comprès entre eixes dues delimitacions acaba com a zona de colonització castellana perquè Jaume I havia decidit atorgar-lo a l'infant Alfons de Castella -que després esdevindria rei Alfons el Savi- com a dot en la negociació del matrimoni de la seua filla, la infanta Constança d'Aragó amb l'infant Manuel de Castella.
El 1245, amb l'annexió de la tercera part del Regne de València per Jaume I el Conqueridor, els catalano-aragonesos culminaren la conquesta dels territoris corresponents a la seua esfera d'influència segons els tractats amb el Regne de Castella fins a aquell moment. No obstant això, els monarques d'Aragó es reservaven el dret de supervisar i de tutelar la sobirania sobre el territori restant al sud de Biar ja que sempre tenien present el compromís adquirit d'antuvi, des de Ramon Berenguer I, de protegir els cristians de la zona. A més a més, cal tenir en compte dos factors: per una banda, que durant les dècades següents aquesta zona estaria colonitzada per pobladors sobretot d'origen català i, per altra banda, que són terres vinculades a la reina consort Violant d'Aragó i d'Hongria i els primogènits descendents que tinguera amb Alfons X el Savi. A canvi, el rei de Castella cedia al sobirà d'Aragó el dret de recuperar l'actual sud valencià en qualsevol moment, com a garantia de bon veïnatge entre ambdues corones. Per tant, la conquesta de la zona d'expansió aragonesa entre Biar i Oriola quedaria a càrrec de l'infant Alfons de Castella, qui aconseguiria retre Alacant en una data indeterminada entre els anys 1247 i 1252.

### Les revoltes dels sarraïns valencians
Davant el maltractament als sarraïns i l'incompliment dels acords dels monarques, els mudèjars es revoltaren l'any 1244 sota el comandament d'Al-Àzraq, que ja controlava els castells d'Ambra i d'Alcalà, amb nombrosos castells menors, i va anar prenent els castells de Xàtiva, Dénia, i Alacant i, amb l'ajuda del soldanat de Granada i del suport d'Alfons X de Castella, s'independitzà la regió de la riba sud del Xúquer del Regne de València. Una part important dels musulmans expulsats s'afegí als rebels, que es feren encara més forts, i abocà el regne a una situació de guerra generalitzada.
El 1248 Al-Àzraq tornà a revoltar-se i fou derrotat per la traïció del seu mateix conseller. Per l'antiga amistat, Jaume I no va empresonar-lo i fou obligat a exiliar-se, deixant els seus dominis, ja molt reduïts, en les mans d'un germà i un oncle, sotmesos a contínues pressions dels nous senyors feudals catalans i aragonesos. El 1258 Jaume I rebutjà una treva oferta d'Al-Àzraq a través del rei Alfons X el Savi, i recuperà gairebé sense resistència els castells de Planes, Pego, Castell de Castells. Als pocs dies Al-Àzraq es va rendir, lliurant Alcalà, Gallinera, i la resta de les fortificacions, i fou expulsat del Regne.

## Campanyesd'enllà Sexona

### Quarta fase: Expansió tàcita
La Corona de Castella havia sotmès l'Emirat de Múrsiya a vassallatge el 1243, quan Muhàmmad ibn Hud Biha-ad-Dawla va signar les capitulacions d'Alcaraz, però ja des de ben aviat, en el mateix any, alguns sayyid andalusins es van revoltar contra Castella amb el suport de regne de Granada, Marràqueix i d'Ifríquiya. Les principals places rebels correspondrien, si fa no fa, al remanent de l'extint Emirat de Dàniyya que Jaume I no havia conquerit, com ara Alacant, Villena, Novelda, Elx i Oriola. La rebel·lió mudèjar es tornà insostenible a partir de 1265 i, com que Castella era incapaç de controlar la situació, la reina Violant d'Aragó i d'Hongria, filla de Jaume I i esposa d'Alfons X el Savi, demanà ajuda al seu pare. El rei convocà amb urgència la noblesa militar catalana i, malgrat les reticències inicials de les Corts Catalanes, aquests acabaren acceptant la proposta del rei. En canvi no succeí el mateix amb les Corts d'Aragó, que es negaren a participar en una campanya militar per a auxiliar Castella sense cap mena de compensació, tot i que va aconseguir el seu vist i plau simbòlic. És per aquesta raó que la Conquesta del Regne de Múrcia (1265-1266) va ser efectuada majoritàriament per la noblesa militar catalana i les seues mainades, vassalls i servents reclutats en els seus feus de Catalunya.
La campanya militar fou cabdellada per l'infant Pere d'Aragó (fill de Jaume I i futur Pere el Gran) que derrotà el cabdill de la insurgència murciana, Muhammad ibn Hûd Biha al-Dawla, i n'expulsà les tropes granadines. Amb l'objectiu d'assegurar la colonització del territori per part dels cristians, les mainades catalanes s'assentaren en el territori conquerit a fi d'assegurar el sotmetiment de la majoria de la població autòctona andalusí. Subjugat el regne mudèjar i sufocada la rebel·lió andalusina, el regne de Múrcia fou retornat a la jurisdicció de la Corona de Castella, seguint així els límits acordats anys abans al Tractat d'Almirra, si bé la Corona d'Aragó es reservava el dret de recuperar Alacant, Elx i Oriola en qualsevol moment. La campanya de Múrcia donà origen a un dels elogis més famosos que Jaume I feu a Catalunya, asseverant que era el millor «regne», dels cinc que hi havia a Espanya.

### Cinquena fase: Alacant
Aquesta fase representa en realitat la recuperació dels drets territorials d'Aragó des d'Alacant fins a Múrcia, que esdevindrien en la Batlia General d'enllà Sexona (o ultra Sexona), en referència a Xixona.
En 1296 hi ha una disputa dinàstica del tron de la Corona de Castella entre Ferran IV de Castella i Alfons de la Cerda, nebots segon del rei Jaume II d'Aragó, qui pren part en favor d'Alfons. Cal tenir en compte que la reina mare, Violant d'Aragó i d'Hongria, reina consort amb Alfons X el Savi, s'havia traslladat a la cort de la Corona d'Aragó, era l'àvia dels dos pretendents i donava suport a Alfons de la Cerda perquè Alfons X el Savi, a la seua mort, l'havia nomenat hereu en testament. Concretament, Jaume el Just, aconsellat per Ferran II de la Cerda, considerà que l'acord matrimonial que en 1240 havia arribat el seu avi Jaume el Conqueridor amb Castella s'havia incomplert, i va fer efectiva la salvaguarda de la garantia de bon veïnatge segons els termes del Tractat d'Almisrà. En conseqüència, el rei es va disposar a recuperar la vella aspiració de sobirania de Catalunya i Aragó sobre el territori de Múrcia, amb la conformitat de Ferran de la Cerda, a través de la Concòrdia de Monteagudo que havia signat anteriorment en 1291 amb el rei Sanç IV de Castella, ara mort.
Al mes d'abril del mateix any 1296, Alacant va ser conquerida per mar, malgrat l'oposició de l'alcaid del castell, Nicolau Peris, de complir les obligacions del Pacte de Monteagudo per la lleialtat que li devia a Sanç IV de Castella. També amb el suport d'una flota marítima, Jaume II va prendre la ràbida de Guardamar i, tal com va fer el seu avi Jaume I anteriorment, va aconseguir la rendició pacífica d'Elx. Finalment, prossegueix cap a Oriola i Múrcia, que van capitular, igual que la resta de l'horta murciana. La campanya es va veure facilitada per la població d'origen català i aragonès, si bé va trobar l'oposició de les guarnicions castellanes dels castells i del bisbe de Cartagena, i va arribar fins a Llorca i el senyoriu d'Albarrasí en l'any 1300.
A la mort de la reina mare Violant d'Aragó en 1301, la Corona d'Aragó i la de Castella signen la pau amb la Sentència Arbitral de Torrelles del 1304 i posteriorment la modificació al Tractat d'Elx (1305), amb què la Corona d'Aragó incorpora la quarta i última part del Regne de València, el de les comarques de la Vall del Vinalopó, l'Alacantí i el Baix Segura, a més d'aconseguir fortes compensacions econòmiques per als fills i nets de Violant d'Aragó.